# 英属维尔京群岛议会
維京群島议会（英語：House of Assembly of the Virgin Islands）是英国海外领地英属维尔京群岛的立法机关。议会实行一院制，由15名议员组成，包括13名民选议员和2名当然议员。每届议会任期4年。现任议长是Ingrid Moses-Scatliffe。